# Stara szkoła (film)
Stara szkoła (ang. The Old Way) – amerykański western z 2023 roku w reżyserii Bretta Donowho. W głównych rolach wystąpili Nicolas Cage i Ryan Kiera Armstrong. Film miał premierę 6 stycznia 2023 roku.

## Fabuła
Były rewolwerowiec, Colton Briggs, który porzucił swój dawny fach celem założenia rodziny, musi zmierzyć się z demonami swojej przeszłości, kiedy grupa bandytów nachodzi i morduje jego żonę. Razem z córką wyrusza w wyprawę z zamiarem rozliczenia się z napastnikami.

## Obsada
- Nicolas Cage jako Colton Briggs
- Ryan Kiera Armstrong jako Brooke
- Clint Howard jako Eustice
- Abraham Benrubi jako Duży Mike
- Nick Searcy jako szeryf Jarret
- Shiloh Fernandez jako Boots
- Noah Le Gros jako James McCallister
- Kerry Knuppe jako Ruth Briggs
- Dean Armstrong jako Clark
- Adam Lazarre-White jako Greg
- Boyd Kestner jako Robert McCallister
- Skyler Stone jako pan Jeffries
- Brett Donowho jako kapral Lawrence[1]

## Produkcja
Zdjęcia do filmu kręcono w Livingston w stanie Montana w Stanach Zjednoczonych.

## Odbiór

### Reakcja krytyków
Film spotkał się z negatywną reakcją krytyków. W agregatorze recenzji Rotten Tomatoes 32% z 56 recenzji uznano za pozytywne, a średnia ocen wyniosła 5,1 na 10. Z kolei w agregatorze Metacritic średnia ważona ocen z 13 recenzji wyniosła 43 punkty na 100.